# 9 to 5 and Odd Jobs
9 to 5 and Odd Jobs är ett studioalbum av Dolly Parton, utgivet den 17 november 1980 på RCA. Albumet är främst ett kocneptalbum om arbetslivet. Det blandade country- och poparrangemanget mottog främst bra kritik och sången "9 to 5", som även användes som ledmotiv till långfilmen med samma namn, blev en stor framgång.
Den 6 mars 1981 certifierades albumet med en guldskiva av RIAA.

## Låtlista

### Sida A
1. "9 to 5" (Dolly Parton)
2. "Hush-a-bye Hard Times" (Dolly Parton)
3. "The House of the Rising Sun" (traditionell)
4. "Deportee (Plane Wreck at Los Gatos)" (Woody Guthrie/Martin Hoffman)
5. "Poor Folks' Town" (Dolly Parton)

### Sida B
1. "Working Girl" (Dolly Parton)
2. "But You Know I Love You" (Mike Settle)
3. "Detroit City" (Mel Tillis, Danny Dill)
4. "Dark as a Dungeon" (Merle Travis)
5. "Sing for the Common Man" (Dolly Parton)

### Bonusspår på återutgåvan
1. Everyday People (Sylvester Stewart) 2:25 (tidigare outgiven)
2. 9 to 5 - Love To Infinity Radio Mix 2008 3:30
3. 9 to 5 - Karaoke Mix 2009 2:45 (tidigare outgiven)

## Listplaceringar
| Lista (1980–1981)           | Position |
| --------------------------- | -------- |
| Sverige (Sverigetopplistan) |          |